# Brandon Hardesty

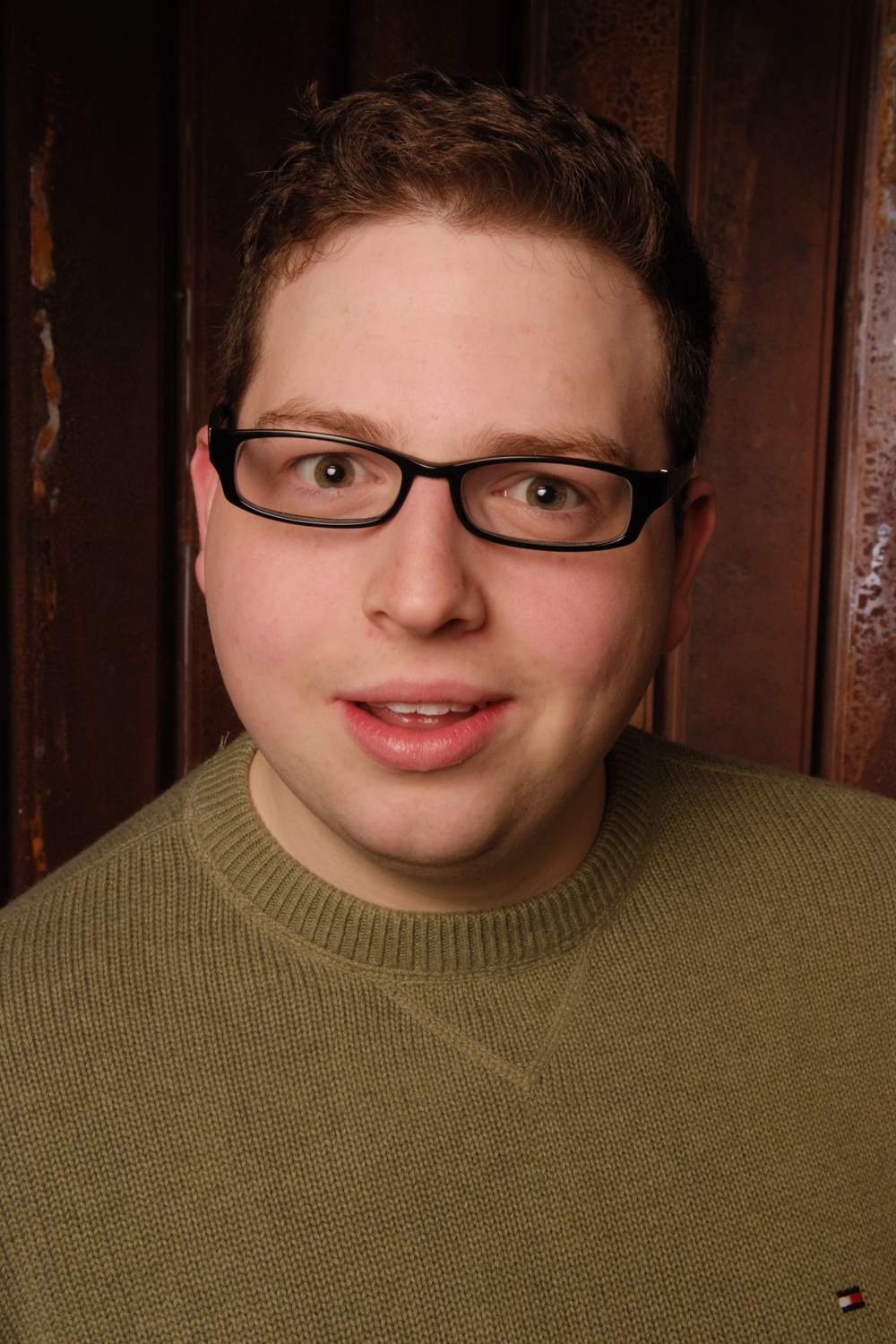
Brandon Hardesty (2008)

Brandon Hardesty (* 13. April 1987 in Baltimore, Maryland) ist ein US-amerikanischer Filmschauspieler.

## Leben
Hardesty wurde in Baltimore, Maryland geboren. Er besuchte die Baltimore Lutheran School, wo er bereits im Alter von sechs Jahren seine ersten Auftritte in den Schulaufführungen The Crucible und George Washington Slept Here hatte. Nach seinem Schulabschluss besuchte er die Stevenson University und die Towson University. Zur selben Zeit begann er Videos mit einem Camcorder aufzunehmen. Etwas später wurde er von Freunden auf das Internetportal von YouTube aufmerksam gemacht. Daraufhin stellte er seine eigenen Videos dort ein und erhielt dank der Comedywebsite Something Awful eine Menge Views (Seitenaufrufe zu den Videos). Er beschäftigte sich mit diesen Videoproduktionen, bis er im Jahr 2007 per E-Mail ein Angebot eines Filmproduzenten bekam. Dieser sandte Hardesty ein Drehbuch für einen geplanten Independentfilm zu, der Bart Got a Room heißen sollte. Dafür sollte er ein Video von sich selbst einreichen, das ihn in einer der Rollen zeigt. Tatsächlich bekam er auch ein Angebot für die von ihm probeweise gespielte Rolle, sodass er sich entschied, die sich ihm bietende Gelegenheit zu nutzen. Daraufhin wurde er zum weiteren Vorsprechen nach Los Angeles eingeladen. Ende 2008 wurde Hardesty für die Hauptrolle in dem Film American Pie Presents: The Book of Love ausgewählt, woraufhin er sich 2009 entschloss nach Los Angeles umzuziehen, um eine Laufbahn als Schauspieler einzuschlagen.

## Filmografie
- 2008: Bart Got a Room
- 2008: Jimmy Kimmel Live! (Fünf Auftritte, Late-Night-Show)
- 2009: American Pie präsentiert: Das Buch der Liebe (American Pie Presents: The Book of Love)
- 2010: The Bill Collector
- 2011: Bucky Larson: Born to be a Star
- 2011: Ham Sandwich
- 2012: South Park